# I Am (EP)
I Am (estilizado como I am) é o extended play (EP) de estreia do girl group sul-coreano (G)I-dle. O álbum foi lançado digitalmente em 2 de maio de 2018 e fisicamente em 3 de maio de 2018, pela Cube Entertainment. O álbum contém seis faixas, incluindo o single, "Latata", que foi composta por Big Sancho e Soyeon, e é uma mistura de vários gêneros diferentes.

## Antecedentes e lançamento
Em 18 de abril de 2018, a Cube Entertainment anunciou via redes sociais que o grupo iria estrear com o EP I Am e a faixa-título "Latata". Imagens conceituais de cada um dos membros foram lançadas de 23 a 24 de abril de 2018.
Soyeon descreveu o EP como "um álbum contendo seis personalidades diferentes". Ela continuou: “Eu escrevi a letra da faixa-título "Latata" enquanto pensava em cada membro."

## Promoção
(G)I-dle realizou uma apresentação ao vivo no Blue Square iMarket Hall em 2 de maio, onde apresentaram "Latata" junto com "Maze".
O grupo começou a promover sua faixa-título "Latata" em 3 de maio. Elas apresentaram pela primeira vez o single no M Countdown da Mnet, seguido por apresentações no Music Bank da KBS, Show! Music Core da MBC e Inkigayo da SBS. Elas receberam sua primeira vitória em um programa musical desde a estreia em 22 de maio de 2018 no The Show da MTV SBS. Dois dias depois, em 24 de maio, o grupo recebeu sua segunda vitória com "Latata" no M Countdown.

## Desempenho comercial
I Am estreou e alcançou a posição 13 na Gaon Album Chart emitida em 29 de abril de 2018. O álbum também estreou na sétima posição e, desde então, alcançou a quinta posição na World Albums da Billboard, lançada em 9 de maio de 2018. O EP vendeu 1.000 cópias na América em agosto de 2018.
O álbum ficou em 13º lugar na Gaon no mês de maio de 2018, com 15.288 cópias vendidas. O álbum vendeu mais de 21.916 cópias físicas em julho de 2018. I Am ocupa a 11ª posição na lista de melhor álbum de K-pop de 2018 da Billboard.
Em abril de 2020, I Am atingiu 34.000 unidades equivalentes ao álbum, tornando-o o álbum mais vendido de (G)I-dle nos Estados Unidos.

## Lista de faixas
Créditos adaptados do Naver.
| N.º            | Título                  | Letras                                           | Música                                       | Arranjo                | Duração |  |
| 1.             | "Latata"                | Soyeon                                           | Jeon So-yeon Big Sancho                      | MonoTree               | 3:22    |  |
| 2.             | "$$$"                   | Jeon So-yeon Le'mon                              | MonoTree Le'mon                              | Bumzu Anchor Kitae     | 3:31    |  |
| 3.             | "Maze"                  | Son Young-jin Ferdy Jeon So-yeon                 | Son Young-jin Ferdy                          |                        | 3:20    |  |
| 4.             | "Don't Text Me"         | Big Sancho Park Hae-il Jerry Potter Jeon So-yeon | Big Sancho Park Hae-il Jerry Potter          | Big Sancho Park Hae-il | 3:36    |  |
| 5.             | "What's In Your House?" | Arin Vicenzo Fuxxy Any Masingga Jeon So-yeon     | Arin Vicenzo Fuxxy Any Masingga Jeon So-yeon | Vicenzo Any Masingga   | 3:27    |  |
| 6.             | "Hear Me"               | Son Young-jin Noh Kyung-min                      | Son Young-jin                                |                        | 3:56    |  |
| Duração total: | Duração total:          | Duração total:                                   | Duração total:                               | Duração total:         | 21:12   |  |

## Desempenho nas tabelas musicais
| Tabela musical (2018)      | Melhores posições |
| -------------------------- | ----------------- |
| Coreia do Sul (Gaon)       | 6                 |
| Estados Unidos (Billboard) | 5                 |
| Taiwan (Five Music)        | 10                |

| Tabela musical (2018) | Posição |
| --------------------- | ------- |
| Coreia do Sul (Gaon)  | 33      |

| Tabela musical (2019) | Posição |
| --------------------- | ------- |
| Coreia do Sul (Gaon)  | 82      |

## Certificações e vendas
| Região | Certificação | Unidades/vendas |
| --- | ------------ | --------------- |
| Estados Unidos (RIAA) | —            | 34,000          |
| *vendas baseadas apenas na certificação ^distribuições baseadas apenas na certificação ‡vendas+valores de streaming baseados apenas na certificação |              |                 |

## Histórico de lançamento
| Região        | Data              | Formatos                   | Gravadoras                 |
| ------------- | ----------------- | -------------------------- | -------------------------- |
| Várias        | 2 de maio de 2018 | Download digital streaming | Cube Entertainment Kakao M |
| Coreia do Sul | 2 de maio de 2018 | Download digital streaming | Cube Entertainment Kakao M |
| CD            | 2 de maio de 2018 |                            | Cube Entertainment Kakao M |